# Louis-Joseph Plumard de Dangeul
Louis-Joseph Plumard, seigneur de Dangeul, La Houssaye, Droué, Martes et Courtenay, né le 15 avril 1722 au Mans et mort le 2 novembre 1777 au Mans, est un économiste français.

## Biographie
Louis-Joseph Plumard de Dangeul est le fils de Louis Plumard (1695-1753), sieur de Dangeul, échevin du Mans, et de Marie Louise Dutertre. Neveu du négociant-armateur Joseph Plumard de Rieux, il est le cousin germain de Véron de Forbonnais.
Il devient auditeur puis maître en la Chambre des comptes de Paris. Il exerce également les charges de secrétaire des commandements du comte de Provence, maître d'hôtel de la Reine et gentilhomme ordinaire de la Chambre du roi.
Membre de l'Académie royale des sciences de Suède, « Dangeul est considéré comme l'un des jeunes écrivains les plus marquants du groupe de Vincent de Gournay, dénommés les « économistes ». Ses Remarques, qui connurent un succès considérable, défendaient la libération de l'économie française ».

## Publications
- Remarques sur les avantages et les desavantages de la France et de la Gr. Bretagne, par rapport au commerce, et aux autres sources de la puissance des états (1782)
- Remarques sur les avantages et les désavantages de la France et de la Gr. Bretagne par rapport au commerce et autres sources de la puissance des États. Traduction de l'anglois du chevalier John Nickolls (1782)
- Öfversättning af Angelfska Riddaren John Nickolls tankar om stora Britaniens fördelar öfver Frankriket i Anseende til Bägge desse Rikens Regerings-Satt (1754)
- Rétablissement des manufactures et du commerce d'Espagne. Ouvrage divisé en deux parties. La première qui considère principalement les manufactures d'Espagne. La seconde qui traite de son commerce maritime. Traduit de l'espagnol de Don Bernardo de Ulloa... Dédié à Philippe V. & publié à Madrid en 1740.
- Examen de la conduite de la Grande-Bretagne à l'égard de la Hollande, depuis la naissance de la République jusqu'à présent [Texte imprimé] : écrit en forme de lettres, et adressé à un seigneur de la Régence / par un Hollandois bien intentionné Plumard de Dangeul / Paris : [s.n.] , 1756
- Discours, prononcés dans l'Academie royale des sciences le samedi 16 novembre 1754, à la reception de Mr. de Dangeul (1758)

### Sources
- Loïc Charles, Frédéric Lefebvre, Christine Théré, Le cercle de Vincent de Gournay: savoirs économiques et pratiques administratives en France au milieu du XVIIIe siècle, INED, 2011
- François Dornic, L'industrie textile dans le Maine et ses débouchés internationaux (1650-1815), Bellon, 1995
- Barthélemy Hauréau, Histoire littéraire du Maine, Volume 4, Julien, Lanier, 1852
- Sophus Reinert, Steven Kaplan, The Economic Turn: Recasting Political Economy in Enlightenment Europe, Anthem Press, 2019